# جایزه گلدن گلوب بهترین بازیگر زن – مینی‌سریال یا فیلم تلویزیونی
جایزه گلدن گلوب بهترین بازیگر نقش زن برای سریال کوتاه یا فیلم تلویزیونی (نام رسمی: جایزه گلدن گلوب برای بهترین عملکرد توسط بازیگر زن برای سریال کوتاه یا فیلم تلویزیونی) جایزه ای تلویزیونی‌ است که هرساله توسط انجمن مطبوعات خارجی هالیوود اعطا می‌شود.

## دهه ۱۹۸۰
- ۱۹۸۱ - جین سیمور
- ۱۹۸۲ - اینگرید برگمن
- ۱۹۸۳ - آن مارگرت
- ۱۹۸۴ - آن مارگرت
- ۱۹۸۵ - لیزا مینلی
- ۱۹۸۶ - لرتا یونگ
- ۱۹۸۷ - جنا رولندز
- ۱۹۸۸ - آن جیلیان
- ۱۹۸۹ - کریستین لاتی

## دهه ۱۹۹۰
- ۱۹۹۰ - باربارا هرشی
- ۱۹۹۱ - جودی دیویس
- ۱۹۹۲ - لورا درن
- ۱۹۹۳ - بت میدلر
- ۱۹۹۴ - جوآن وودوارد
- ۱۹۹۵ - جسیکا لنگ
- ۱۹۹۶ - هلن میرن
- ۱۹۹۷ - الفری وودارد
- ۱۹۹۸ - آنجلینا جولی
- ۱۹۹۹ - هلی بری

## دهه ۲۰۰۰
- ۲۰۰۰ - جودی دنچ
- ۲۰۰۱ - جودی دیویس
- ۲۰۰۲ - اوما تورمن
- ۲۰۰۳ - مریل استریپ
- ۲۰۰۴ - گلن کلوز
- ۲۰۰۵ - اس اپاتا مرکرسون
- ۲۰۰۶ - هلن میرن
- ۲۰۰۷ - کویین لطیفه
- ۲۰۰۸ - لورا لینی
- ۲۰۰۹ - درو بریمور

## دهه ۲۰۱۰
- ۲۰۱۰ - کلیر دینز
- ۲۰۱۱ - کیت وینسلت
- ۲۰۱۲ - جولیان مور
- ۲۰۱۳ - الیزابت ماس
- ۲۰۱۴ - مگی جیلنهال
- ۲۰۱۵ - لیدی گاگا
- ۲۰۱۶ - سارا پلسون
- ۲۰۱۷ - نیکول کیدمن
- ۲۰۱۸ - پاتریشا آرکت
- ۲۰۱۹ -میشل ویلیامز

## دهه ۲۰۲۰
- ۲۰۲۰ - آنیا تیلور-جوی
- ۲۰۲۱ - کیت وینسلت